# UFC 12
UFC 12: Judgment Day è stato un evento di arti marziali miste organizzato dall'Ultimate Fighting Championship il 7 febbraio 1997 al Dothan Civic Center di Dothan, Alabama. L'evento è stato visto dal vivo in pay per view negli Stati Uniti e successivamente pubblicato su home video. Questo evento è stato anche il debutto di Vitor Belfort nell'UFC.

## Retroscena
UFC 12 è stato il primo evento UFC a presentare classi di peso; i pesi massimi (200 libbre/91 kg e oltre) e i pesi leggeri (sotto le 200 libbre/91 kg) si sono dati battaglia in due mini tornei separati, ciascuno composto da due incontri di semifinale e una partita finale.
L'evento prevedeva anche un Superfight tra Dan Severn e Mark Coleman. L'incontro unirebbe il UFC Superfight Championship con il campionato dei tornei UFC e determinerebbe il primo campione dei pesi massimi. Mark Coleman è stato il sostituto per Don Frye, che si era guadagnato la rivincita con Severn dopo aver vinto l'Ultimate Ultimate 1996, ma non è stato in grado di partecipare a UFC 12 a causa degli infortuni subiti nell'evento precedente. Frye non è mai tornato nell'UFC. "Judgement Day" prevedeva anche due incontri alternativi in caso di infortunio nel torneo.
UFC 12 ha segnato la prima apparizione in UFC di Vitor Belfort, che vinse il torneo dei pesi massimi e aveva solo 19 anni. UFC 12 ha segnato anche la prima apparizione del commentatore Joe Rogan, che ha gestito le interviste nel backstage dell'evento e ha intervistato i vincitori degli eventi principali.
Dopo essere stata rimossa da molti operatori pay per view e con la crescente pressione da parte di politici come il senatore John McCain, l'UFC ha avuto continue difficoltà a trovare una sede e uno stato che ospitasse UFC 12. È stato annunciato per la prima volta che UFC 12 si sarebbe tenuto a Niagara Falls, New York dove alla fine è stato negato il diritto di sanzione. Successivamente, è stato annunciato che UFC 12 si sarebbe tenuto in Oregon,  che ha presto bandito l'evento. Alla fine, l'UFC è tornata in Alabama, dove è apparsa nella piccola città di Dothan, situata a circa 200 miglia a sud-est di Birmingham.
L'UFC avrebbe continuato a organizzare eventi esclusivamente negli Stati Uniti meridionali (a parte spettacoli occasionali in Giappone e Brasile) fino al 2001, quando l'UFC fu sanzionata dal Commissione atletica dello stato del New Jersey.

## Risultati
- Eventuale ripescaggio nel torneo dei Pesi Leggeri:  Nick Sanzo contro  Jackie Lee

Sanzo sconfisse Lee per KO Tecnico (colpi) a 0:48.
- Eventuale ripescaggio nel torneo dei Pesi Massimi:  Justin Martin contro  Eric Martin

J.Martin sconfisse E.Martin per sottomissione (heel hook) a 0:14.
- Semifinale del torneo dei Pesi Leggeri:  Jerry Bohlander contro  Rainy Martinez

Bohlander sconfisse Martinez per sottomissione (strangolamento) a 1:24.
- Semifinale del torneo dei Pesi Leggeri:  Yoshiki Takahashi contro  Wallid Ismail

Takahashi sconfisse Ismail per decisione. Takahashi si ruppe una mano durante l'incontro e non poté proseguire il torneo.
- Semifinale del torneo dei Pesi Massimi:  Scott Ferrozzo contro  Jim Mullen

Ferrozzo sconfisse Mullen per KO Tecnico (pugni) a 8:17.
- Semifinale del torneo dei Pesi Massimi:  Vítor Belfort contro  Tra Telligman

Belfort sconfisse Telligman per KO Tecnico (ferita) a 1:17.
- Finale del torneo dei Pesi Leggeri:  Jerry Bohlander contro  Nick Sanzo

Bohlander sconfisse Sanzo per sottomissione (crocifisso) a 0:35 e vinse il torneo dei pesi leggeri UFC 12.
- Finale del torneo dei Pesi Massimi:  Vítor Belfort contro  Scott Ferrozzo

Belfort sconfisse Ferrozzo per KO Tecnico (pugni) a 0:43 e vinse il torneo dei pesi massimi UFC 12.
- Incontro per il titolo dei Pesi Massimi:  Mark Coleman contro  Dan Severn

Coleman sconfisse Severn per sottomissione (strangolamento) a 2:57 e divenne il primo campione dei pesi massimi.